# Антелоп-Хилс (Вайоминг)
Антелоп-Хилс (англ. Antelope Hills, Wyoming) — статистически обособленная местность, расположенная в округе Натрона (штат Вайоминг, США) с населением в 88 человек по статистическим данным переписи 2000 года.

## География
По данным Бюро переписи населения США статистически обособленная местность Антелоп-Хилс имеет общую площадь в 34,71 квадратных километров, из которых 34,45 кв. километров занимает земля и 0,26 кв. километров — вода. Площадь водных ресурсов округа составляет 0,75 % от всей его площади.
Статистически обособленная местность Антелоп-Хилс расположена на высоте 1744 метра над уровнем моря.

## Демография
По данным переписи населения 2000 года в Антелоп-Хилс проживало 88 человек, 21 семья, насчитывалось 36 домашних хозяйств и 53 жилых дома. Средняя плотность населения составляла около 2,6 человек на один квадратный километр. Расовый состав Антелоп-Хилс по данным переписи распределился следующим образом: 95,45 % белых, 1,4 % — негров, 3,41 % — коренных американцев.
Из 36 домашних хозяйств в 27,8 % — воспитывали детей в возрасте до 18 лет, 52,8 % представляли собой совместно проживающие супружеские пары, в 8,3 % семей женщины проживали без мужей, 38,9 % не имели семей. 30,6 % от общего числа семей на момент переписи жили самостоятельно, при этом 5,6 % составили одинокие пожилые люди в возрасте 65 лет и старше. Средний размер домашнего хозяйства составил 2,44 человек, а средний размер семьи — 3,18 человек.
Население статистически обособленной местности по возрастному диапазону по данным переписи 2000 года распределилось следующим образом: 26,1 % — жители младше 18 лет, 3,4 % — между 18 и 24 годами, 19,3 % — от 25 до 44 лет, 45,5 % — от 45 до 64 лет и 5,7 % — в возрасте 65 лет и старше. Средний возраст жителей составил 45 лет. На каждые 100 женщин в Антелоп-Хилс приходилось 109,5 мужчин, при этом на каждые сто женщин 18 лет и старше приходилось 116,7 мужчин также старше 18 лет.
Средний доход на одно домашнее хозяйство в статистически обособленной местности составил 35 781 доллар США, а средний доход на одну семью — 36 719 долларов. При этом мужчины имели средний доход в 28 250 долларов США в год против 6250 долларов среднегодового дохода у женщин. Доход на душу населения в статистически обособленной местности составил 14 464 доллара в год. Все семьи Антелоп-Хилс имели доход, превышающий уровень бедности, 12,8 % от всей численности населения находилось на момент переписи населения за чертой бедности, при том все жители младше 18 и старше 65 лет имели совокупный доход, превышающий прожиточный минимум.